# Promecognathus
Promecognathus is een geslacht van kevers uit de familie van de loopkevers (Carabidae). De wetenschappelijke naam van het geslacht is voor het eerst geldig gepubliceerd in 1846 door Chaudoir.

## Soorten
Het geslacht Promecognathus omvat de volgende soorten:
- Promecognathus crassus LeConte, 1868
- Promecognathus laevissimus Dejean, 1829